# Ácido iminodissuccínico
Ácido iminodissuccínico, ácido iminoaspártico (também conhecido como iminosuccinato ou iminoaspartato) é um ácido dicarboxílico presente na biossíntese do ácido nicotínico. É sintetizado pela oxidação de aspartato e é condensado por quinolinato sintase com fosfato de glicerona formando ácido quinolínico.